# Ніно Салуквадзе
Ніно Салуквадзе  (груз. ნინო სალუქვაძე, 1 лютого 1969) — грузинська спортсменка,  стрілець, олімпійська чемпіонка.

## Виступи на Олімпіадах
| Олімпіада           | Дисципліна                       | Місце |
| ------------------- | -------------------------------- | ----- |
| Сеул 1988           | пневматичний пістолет, 10 м      | 2     |
| Сеул 1988           | спортивний пістолет, 25 м        | 1     |
| Барселона 1992      | пневматичний пістолет, 10 м      | 10    |
| Барселона 1992      | спортивний пістолет, 25 м        | 5     |
| Атланта 1996        | пневматичний пістолет, 10 м      | 5     |
| Атланта 1996        | спортивний пістолет, 25 м        | 7     |
| Сідней 2000         | пневматичний пістолет, 10 м      | 25T   |
| Сідней 2000         | спортивний пістолет, 25 м        | 11T   |
| Афіни 2004          | пневматичний пістолет, 10 м      | 10T   |
| Афіни 2004          | спортивний пістолет, 25 м        | 8     |
| Пекін 2008          | пневматичний пістолет, 10 м      | 3     |
| Пекін 2008          | спортивний пістолет, 25 м        | 16    |
| Лондон 2012         | пневматичний пістолет, 10 м      | 33    |
| Лондон 2012         | спортивний пістолет, 25 м        | 15    |
| Ріо-де-Жанейро 2016 | пневматичний пістолет, 10 м      | 34    |
| Ріо-де-Жанейро 2016 | спортивний пістолет, 25 м        | 6     |
| Токіо 2020          | пневматичний пістолет, 10 метрів | 31    |
| Токіо 2020          | пістолет, 25 метрів              | 25    |
| Париж 2024          | пневматичний пістолет, 10 метрів | 38    |
| Париж 2024          | пістолет, 25 метрів              | 40    |